# Мартукский район
Марту́кский райо́н (каз. Мәртөк ауданы) – район Актюбинской области. Центр района — село Мартук.
Население района составляет 29 980 человек (по состоянию на начало 2019 года).
Глава района — Медет Жумабаевич Искаков.
В Мартукском районе находятся населённые пункты: 13 лет Казахстана (Кувандык), Акбулак (Калиновка), Аққайың (Коминтерн), Ақмоласай (Новофедоровка), Байнасай (Новомихайловка), Байтурасай, Бөрте (Студенческое), Веренка, Дмитриевка, Егізата (Новодонцы), Жайсаң (Яйсан), Жаңажол (Рыбаковка), Жаңатаң, Жездібай (Березовка), Қазан (Казанка), Қазірет (Хазретовка), Қарабұлақ (Степь), Қаратаусай, Қаратоғай, Қенсахара, Көкпекті (Целинное), Құмсай, Құрмансай (Степановка), Курайлы (Вознесеновка), Қызылжар (Андреевка), Мәртөк (Мартук), Первомайка, Покровка, Полтавка, Родниковка, Саржансай (Нагорное), Сарыжар (Хлебодаровка), Торайғыр (Черёмушки), Шаңды (Чайда), Миялыколь (Шевченко).
В районе находится учебный грунтовый аэродром Хлебодаровка, используемый Военным институтом Сил воздушной обороны Республики Казахстан.

## География
Мартукский район расположен в северной части Актюбинской области, на севере граничит с Оренбургской областью Российской Федерации, на юго-востоке с Кобдинским районом, на юго-востоке с Алгинским районом и пригородом Актобе, на северо-востоке с Каргалинским районом. Протяженность района с севера на юг — 110 км, с востока на запад — 147 км.
Основные реки: Илек, Танирберген, Борте, Торангул.

## Граница с Россией
В селе Жайсан расположена станция железной дороги с многосторонним казахстанским пунктом пропуска «Жайсан-железнодорожный». А в 4 км от этого села на шоссе расположен также многосторонний пункт пропуска «Жайсан-автомобильный».

## История
Образован 16 февраля 1935 г.  26 сентября 1957 года к Мартукскому району была присоединена часть территории упразднённого Родниковского района.

## Административное деление
1. Аккудукский сельский округ
2. Байтурасайский сельский округ
3. Байнассайский сельский округ
4. Жайсанский сельский округ
5. Каратогайский сельский округ
6. Карачаевский сельский округ
7. Кызылжарский сельский округ
8. Мартукский сельский округ
9. Родниковский сельский округ
10. Сельский округ Курмансай
11. Сельский округ Танирберген
12. Хазретовский сельский округ
13. Сарыжарский сельский округ

## Население
Национальный состав (на начало 2020 года):
- казахи — 18 798 чел. (63,01 %)
- русские — 5269 чел. (17,66 %)
- украинцы — 3559 чел. (11,93 %)
- немцы — 820 чел. (2,75 %)
- татары — 521 чел. (1,75 %)
- белорусы — 108 чел. (0,36 %)
- молдаване — 105 чел. (0,35 %)
- узбеки — 74 чел. (0,25 %)
- азербайджанцы — 57 чел. (0,19 %)
- чеченцы — 49 чел. (0,16 %)
- корейцы — 40 чел. (0,13 %)
- мордва — 33 чел. (0,11 %)
- марийцы — 33 чел. (0,11 %)
- башкиры — 29 чел. (0,09 %)
- болгары — 28 чел. (0,09 %)
- армяне — 24 чел. (0,08 %)
- чуваши — 11 чел. (0,03 %)
- другие — 275 чел. (0,95 %)
- всего — 29 833 чел. (100,00 %)